# Nomenclàtor de nuclis de població de les Illes Balears
El Nomenclàtor de nuclis de població de les Illes Balears és una publicació del Gabinet d'Onomàstica del Servei Lingüístic de la Universitat de les Illes Balears (UIB) que recull tota la toponímia major de les Illes Balears, de municipis fins a partides i urbanitzacions. El Nomenclàtor Toponímic de les Illes Balears, per la seva banda, recull tota la toponímia menor.
Correspon al Govern de les Illes Balears la fixació de la toponímia oficial, i la UIB és l'única entitat consultiva reconeguda. El propòsit d'aquest nomenclàtor és fer una proposta acadèmica basada en criteris lingüístics. Els objectius són:
- la regularització formal de la toponímia tradicional, i
- una proposta de noms alternatius per a les promocions turístiques amb uns noms inadmissibles que no respecten el medi i la cultura del país.

Les característiques generals que presenta el nomenclàtor són:
- Article salat. És criteri general a les Illes Balears l'ús dual de l'article segons el registre formal o informal. La tradició històrica és l'ús culte de la toponímia amb l'article propi de la llengua formal. Només en pocs casos l'article és invariable tant formalment com informalment.
- En alguns casos l'article té una funció genèrica utilitzant-se dins un text però suprimint-se en els rètols. Per exemple, «(el) Port de Sóller».
- En l'escriptura aglutinada o separada d'elements genèrics se segueix el criteri delimitador de l'article definit: la Vila Nova, però Vilanova.
- En els noms repetits es proposa adjuntar determinants (el Castell de Sant Felip, nom històric per diferenciar altres castells), o bé eliminar-ne alguns d'innecessaris (supressió del determinant de Menorca a Ciutadella).

## Municipis
Relació de municipis amb una proposta diferent de la forma oficial:
- Mallorca:
  - Mancor, Mancor de la Vall
  - Maria, Maria de la Salut
  - la Pobla d'Uialfàs, sa Pobla
  - Santa Margalida o Santa Margarida o Santa Margalida d'Hero, Santa Margalida
  - Son Cervera, Son Servera
- Menorca
  - el Castell de Sant Felip, es Castell
  - Ciutadella, Ciutadella de Menorca

### Article literari
La toponímia oficial es va fixar en el decret 36/1988 del 14 d'abril, amb algunes correccions posteriors. Es recull una doble denominació oficial acceptant tant l'article literari com l'article salat. En la pràctica, però, el govern i la majoria d'ajuntaments utilitzen pràcticament de forma exclusiva l'article salat.
És criteri del Nomenclàtor utilitzar en la toponímia l'article literari propi dels registres formals, sense que sigui impediment de què es pugui utilitzar l'article salat col·loquialment. Es posa com a exemple la similitud amb l'article "lo" nord-occidental. Els municipis significativament afectats són: 
- Mallorca:
  - les Salines
  - Sant Llorenç del Cardassar
- Menorca:
  - el Mercadal
  - el Migjorn Gran
- Pitiüses:
  - Sant Josep de la Talaia
  - Santa Eulària del Riu, o Santa Eulàlia del Riu

## Article invariable
Relació de nuclis de població amb article literari invariable tant en registres formals com informals:
- Mallorca:
  - la Romana i el Toro, nuclis de Calvià.
  - el Cap d'Amunt de la Vila, nucli d'Esporles
  - la Duana i el Jardí del Rei, nuclis de Felanitx.
  - la Seu, la Bonanova, el Secar de la Real, la Soledat, el Terreno, Ca l'Amo Arnau, barris o nuclis de Palma
  - la Rectoria Vella, nucli de Petra.
  - la Vila, nucli de Puigpunyent.
  - Baix de la Vila, nucli de Sant Joan
  - la Vila, nucli de Santa Maria del Camí, alhora també amb article invariable.
  - Cal Reiet i la Costa, nuclis de Santanyí.
  - l'Hospital, nucli de Sineu
  - la Seu i l'Horta, nuclis de Sóller.
  - l'Antiga i Baix de la Vila, nuclis de Vilafranca de Bonany.
- Menorca:
  - l'Argentina i la Trotxa, nuclis d'Alaior.
  - el Fonduco, nucli del Castell de Sant Felip.
  - Torre del Ram, nucli de Ciutadella.
  - la Clota, nucli de Maó.
- Pitiüses:
  - la Bomba, la Marina, la Riba, nuclis d'Eivissa.
  - la Mola i la Savina, nuclis de Formentera.

## Noms alternatius
Algunes de les propostes de recuperació de noms tradicionals en substitució de noms turístics aliens:
- Mallorca:
  - Platja d'Alcúdia en lloc de Ciudad Blanca, a Alcúdia
  - La Vinyola en lloc d’El Paraíso i Son Catlar de Dalt en llorc de Dalt de sa Ràpita, a Campos.
  - Son Granada en lloc de Las Palmeras i Tolleric en lloc del Dorado, a Llucmajor.
  - Els Domingos Petit en lloc de Cala Tropicana i la Marineta en lloc de Santiago de Compostela, a Manacor.
  - Platja de Palma en lloc de La Ribera, Los Tamarindos, Sometimes i Las Maravillas, a Palma.
  - La Costa de Son Jordi en lloc de Costa de los Pinos, a Son Servera.
  - Son Ferrandell en lloc de George Sand, Chopin i Shangri La, a Valldemossa.
- Menorca:
  - El Lloc Nou en lloc de Son Vitamina, a Alaior.
  - Son Mercadal de Dalt en lloc de Sol del Este, al Castell de Sant Felip.
  - Cala en Forcat en lloc de Los Delfines, a Ciutadella.
- Pitiüses:
  - Les Pallisses en lloc de Sol y Descanso, a Sant Antoni de Portmany.
  - El Margalló en lloc d'Isla Blanca, a Sant Joan de Labritja.
  - El Puig d'en Fita en lloc de Siesta i la Punta Verda en lloc de La Joya, a Santa Eulària del Riu.
  - El Copinar en lloc de Mar y Land i el Mal Pas en lloc de Paraíso de los Pinos, a Formentera.